# Вернер Кольмаєр
Вернер Кольмаєр (нім. Werner Kohlmeyer, нар. 19 квітня 1924, Кайзерслаутерн — пом. 26 березня 1974, Майнц) — західнонімецький футболіст, що грав на позиції захисника.
Виступав, зокрема, за клуб «Кайзерслаутерн», а також національну збірну ФРН, у складі якої 1954 року став чемпіоном світу.

## Клубна кар'єра
У дорослому футболі дебютував 1941 року виступами за команду «Кайзерслаутерн», кольори якої і захищав протягом більшої частини своєї кар'єри гравця, що тривала цілих 16 років.
В кінці кар'єри недовго грав за клуби «Гомбург» та «Бексбах».

## Виступи за збірну
1951 року дебютував в офіційних матчах у складі національної збірної ФРН. Був у складі національної команди, яка виграла чемпіонат світу 1954 року у Швейцарії. На цьому чемпіонаті виступав у футболці під номером 3.
Звичайною позицією, яку займав Кольмайер, була позиція лівого захисника. Кольмаєр став широко відомий після «мундіалю» у футбольному світі своїми сейвами в критичних моментах гри на лінії штрафного, особливо яскраво цей талант проявився у грі проти збірної Югославії. У тій грі Кольмаєр кілька разів врятував команду, практично лягаючи під удари по воротах збірної ФРН. У фінальній грі чемпіонату світу 1954 року Вернеру Кольмайеру вдалося ефективно стримати Золтана Цібора, важливого гравця збірної Угорщини.
В одній з останніх ігор за Німеччину 1 грудня 1954 року на стадіоні «Вемблі» в товариській зустрічі зі збірною Англії Вернеру протистояв на полі Стенлі Меттьюз, Кольмаєр пишався тим фактом, що не допустив жодного зіткнення з відомим своєю чистою грою Меттьюзом.
Протягом кар'єри у національній команді, яка тривала 5 років, провів у формі головної команди країни 22 матчі.

## Подальше життя
Після завершення кар'єри гравця і виходу на відпочинок Кольмаєр пережив важкий удар, коли з ним розлучилася його дружина Керол (за повідомленнями преси, він жив на «дві сім'ї»), і він не зміг спілкуватися зі своїми трьома дітьми (Вернером-молодшим, Хітом і Габі). З цієї причини Кольмаєр мав пристрасть до алкоголю. Поступово він скотився в бідність, і був змушений жити на допомогу по безробіттю; був лінійним арбітром у футболі, потім працював на будівництві (робітником), згодом знайшов собі роботу швейцара в газетному видавництві в Майнці «Rhein-Main-Verlag». Помер 26 березня 1974 року на 50-му році життя у місті Майнц від серцевого нападу.

## Особисте життя
Мати Вернера була домогосподаркою, а батько — капельмейстером у цирку. Мав брата Романа.

## Пам'ять
Щорічно проводиться спортивний «Турнір пам'яті Вернера Кольмаєра» (нім. Werner Kohlmeyer-Gedächtnisturnier), що триває по кілька днів, і відомий за межами землі Рейнланд-Пфальц.

## Титули і досягнення
- Чемпіон світу: 1954